# 尖翅翠蛺蝶
尖翅翠蛺蝶（學名：Euthalia phemius），是一種蛺蝶科的蝴蝶，分布於錫金、阿薩姆、緬甸、中國南部及香港。

## 台灣紀錄
最初在基隆被發現，後擴散至大台北各區，目前在汐止、內湖、烏來、北投等地皆有紀錄。
尖翅翠蛺蝶幼蟲以漆樹科芒果為寄主，雖臺灣北部非主要產區，但因社區、農家、行道樹及公園廣植芒果作為觀賞或經濟用途，目前其分布已由北部擴散至中部，且越往南寄主植物數量越多。

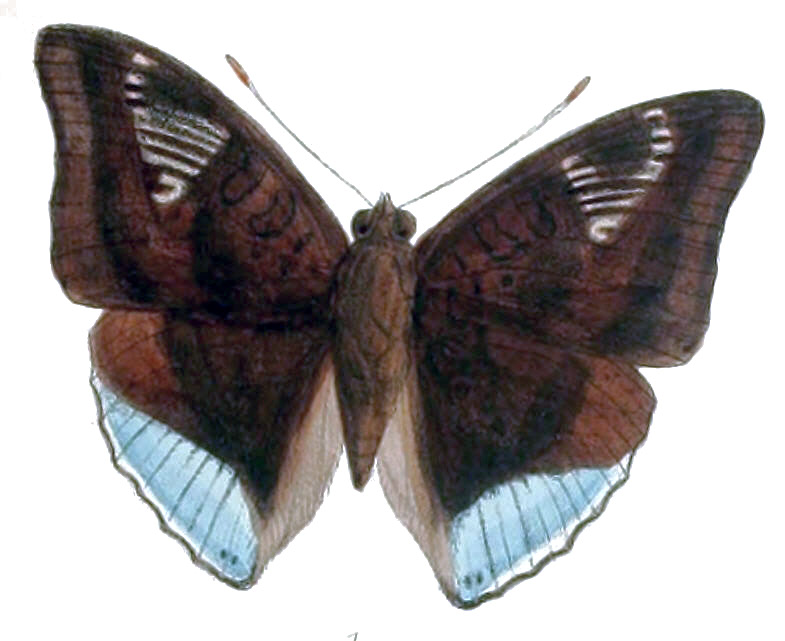